# 李戩
李 戩（イ・チョン、り せん、朝鮮語: 이전、1517年11月21日 - ?）は、李氏朝鮮中期の武臣・軍人。字は彦祐（オヌ、언우）。もとの字は彦晳（オンソク、언석）・彦漸（オンチョム、언점）。本貫は羽渓。1592年文禄・慶長の役当時、高齢に平壌を経て義州脱出する朝鮮王宣祖を護衛して帰ってきた。

## 生涯
1539年（中宗34年）武科に合格し、同年宣伝官、1540年（中宗35年）訓錬院判官、1546年（明宗元年）戸曹佐郎、戸曹正郎等をめた。1553年（明宗8年）司䆃寺で在職中、兩界官庁の女性奴隷を引き取って自分の妾としたが、同年5月14日司憲府の弾劾を受けて剥奪された。
1555年（明宗10年）6月乙卯の倭変当時長興府使として赴任し、1556年（明宗11年）慶興府使に発令された。 1560年（明宗15年）左副承旨と同年5月に同副承旨、11月5日特別な昇進して工曹参判に任命された。
1561年（明宗16年）12月9日、咸鏡北道兵馬節度使、1566年（明宗21年）8月大護軍に任命、明に派遣される冬至使の正使となり、同年11月に明の北京を訪問し、冬至を祝賀会た。同年11月3日明に滞在中工曹参判に再任命され、帰国せずに正朝使に北京を再び訪問し、12月28日恭譲章皇后の陵寝忌辰祭に参拝して1567年（明宗22年）1月に帰国した。同年2月3日慶尚右道水軍節度使に赴任したが、2月29日全羅道兵馬節度使に任命された。
1568年（宣祖元年）6月12日済州牧使として赴任、1571年（宣祖4年）1月に行司直に転職され、以来、全羅道兵馬節度使を務めて1573年（宣祖6年）慶尚右道兵馬節度使となった。同年5月2日尋問をしていたの罪人が死亡し、潜行御史の弾劾を受けて剥奪された。以後、五衛都摠府副摠管、捕盗大将等を務めた。
1592年文禄・慶長の役当時、高齢に平壌を経て義州脱出する朝鮮王宣祖を護衛して帰ってきた。同年4月文禄・慶長の役直後、漢城守備守城左衛大将に任命されたが、兵士たちと将校たちが多数脱走し、いくつかの脱走者を剣に切したが、脱走行列は続いた。日本軍は一カ月もない都城に到着した。彼は江原道を退路に調べては、すぐ平壌を経て義州脱出する朝鮮王宣祖を護衛して帰ってきた。
1604年（宣祖37年）扈聖原從功臣3等に追叙された。
彼の長男の李遵憲は早く死にましたが、彼の孫の李福男・李徳男・李仁男は文禄・慶長の役時戦死した。李福男は1597年8月16日南原城の戦いで、李徳男は金化県監に1592年4月文禄・慶長の役初期に転任し、李仁男は南道虞候に在職中、1592年4月忠州弾琴台の戦いで戦死した。庶子の李敬憲・李承憲また1592年4月忠州弾琴台の戦いで戦死した。